# Balaguer
Balaguer is een gemeente in de Spaanse provincie Lleida in de regio Catalonië met een oppervlakte van 57 km². Balaguer telt 16.530 inwoners (1 januari 2016). Het is de hoofdstad van de comarca La Noguera.

## Geschiedenis
In de 9e en 10e eeuw was de stad in bezit van de Baskische muladi Banu Qasi en de Banu Hud van Lérida. Balaguer werd veroverd in 1106 op de Moren door Ermengol VI van Urgell. Hij maakte van de stad de hoofdstad van graafschap Urgell. Het eigenlijk politieke centrum was echter Agramunt, waar de munt van het graafschap werd geslagen, de agramuntesa.
Balaguer is de geboorteplaats van koning Peter IV van Aragón, die in 1319 geboren werd.

## Demografische ontwikkeling
Bron: INE; 1857-2011: volkstellingen

## Geboren in Balaguer
- Peter IV van Aragón (1319-1387), koning van Aragón en Sardinië
- Joan Baptista Pla (ca. 1720-1773), hoboïst en componist
- Josep Pla (ca. 1728-1762), hoboïst en componist, broer van Joan Baptista
- Manuel Pla (ca. 1725-1766), hoboïst, klavecinist en componist, broer van Joan Baptista en Josep
- Roberto Martínez (1973), voetballer en voetbalcoach

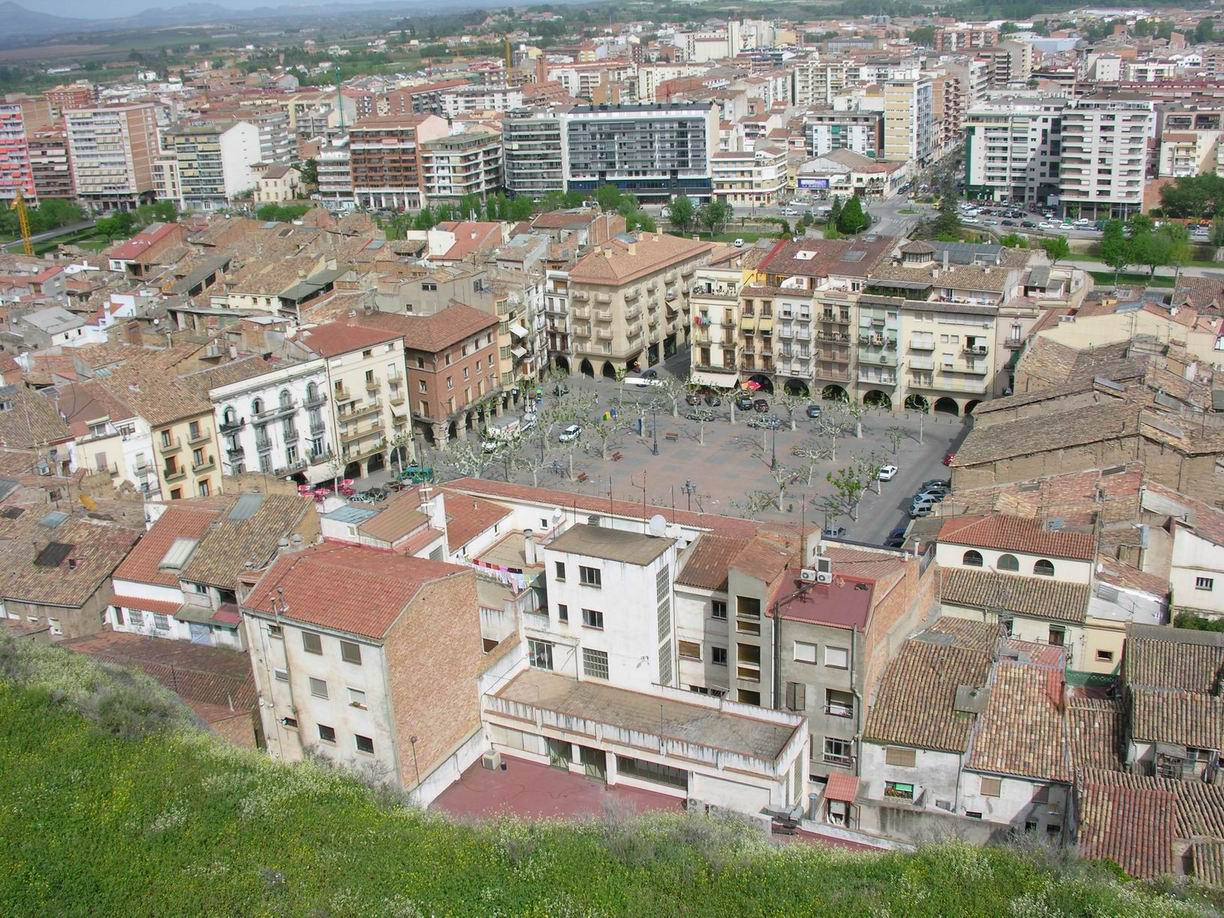
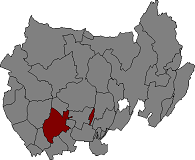
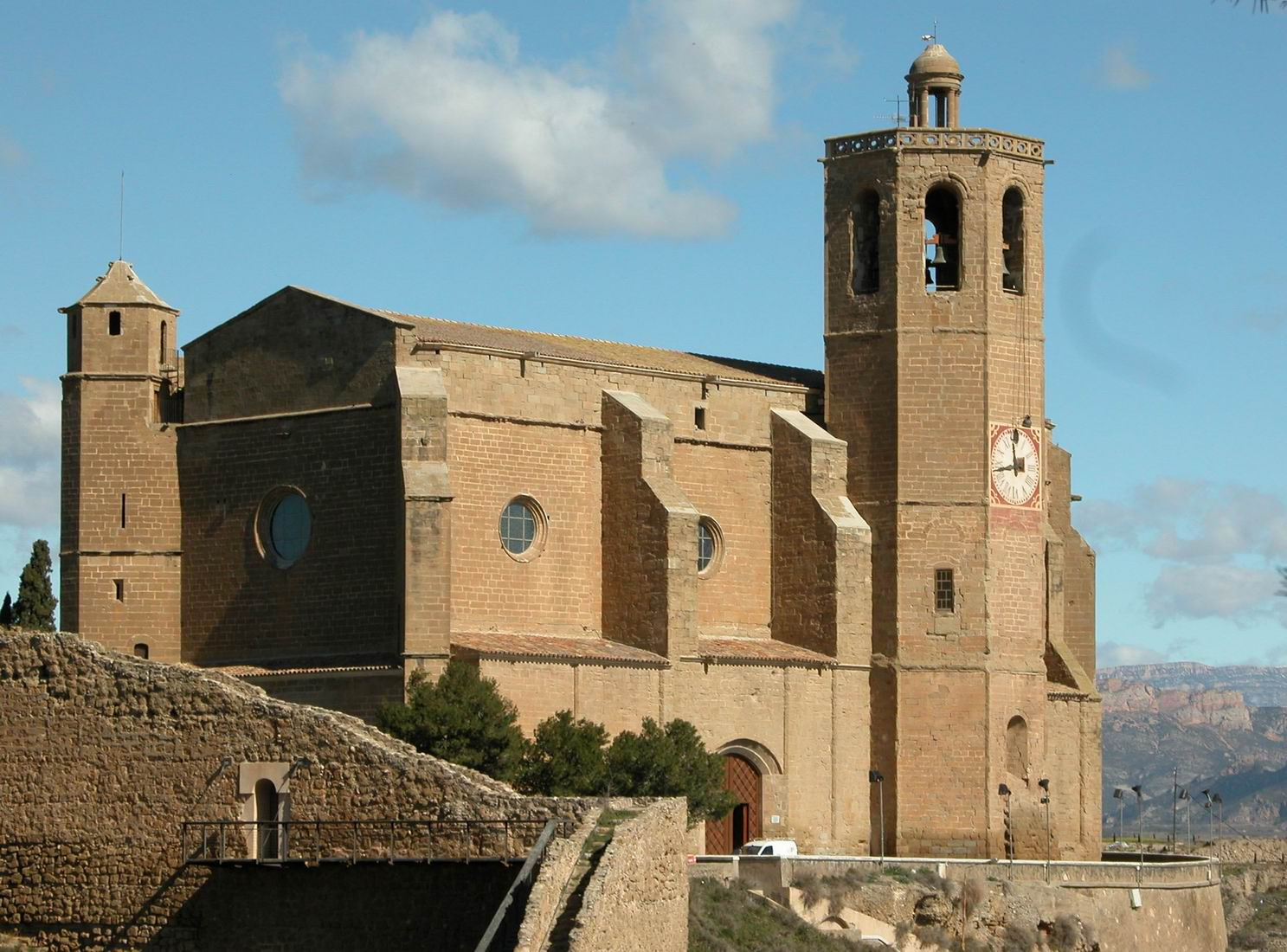

Àger · Albesa · Algerri · Alòs de Balaguer · Artesa de Segre · les Avellanes i Santa Linya · Balaguer · la Baronia de Rialb · Bellcaire d'Urgell · Bellmunt d'Urgell · Cabanabona · Camarasa · Castelló de Farfanya · Cubells · Foradada · Ivars de Noguera · Menàrguens · Montgai · Oliola · Os de Balaguer · Penelles · Ponts · Preixens · la Sentiu de Sió · Térmens · Tiurana · Torrelameu · Vallfogona de Balaguer · Vilanova de Meià · Vilanova de l'Aguda
Abella de la Conca · Àger · Agramunt · Aitona · Els Alamús · Alàs i Cerc · L'Albagés · Albatàrrec · Albesa · L'Albi · Alcanó · Alcarràs · Alcoletge · Alfarràs · Alfés · Algerri · Alguaire · Alins · Almacelles · Almatret · Almenar · Alòs de Balaguer · Alpicat · Alt Àneu · Anglesola · Arbeca · Arres · Arsèguel · Artesa de Lleida · Artesa de Segre · Aspa · Les Avellanes i Santa Linya · Baix Pallars · Balaguer · Barbens · La Baronia de Rialb · Bassella · Bausen · Belianes · Bellaguarda · Bellcaire d'Urgell · Bell-lloc d'Urgell · Bellmunt d'Urgell · Bellpuig · Bellver de Cerdanya · Bellvís · Benavent de Segrià · Biosca · Es Bòrdes · Les Borges Blanques · Bossòst · Bovera · Cabanabona · Cabó · Camarasa · Canejan · Castellar de la Ribera · Castelldans · Castell de Mur · Castellnou de Seana · Castelló de Farfanya · Castellserà · Cava · Cervera · Cervià de les Garrigues · Ciutadilla · Clariana de Cardener · El Cogul · Coll de Nargó · La Coma i la Pedra · Conca de Dalt · Corbins · Cubells · L'Espluga Calba · Espot · Estamariu · Estaràs · Esterri d'Àneu · Esterri de Cardós · Farrera · Fígols i Alinyà · La Floresta · Fondarella · Foradada · La Fuliola · Fulleda · Gavet de la Conca · Gimenells i el Pla de la Font · Golmés · Gósol · La Granadella · La Granja d'Escarp · Granyanella · Granyena de les Garrigues · Granyena de Segarra · Guimerà · La Guingueta d'Àneu · Guissona · Guixers · Isona i Conca Dellà · Ivars de Noguera · Ivars d'Urgell · Ivorra · Josa i Tuixén · Juncosa · Juneda · Les · Linyola · Lladorre · Lladurs · Llardecans · Llavorsí · Lleida · Lles de Cerdanya · Llimiana · Llobera · Maials · Maldà · Massalcoreig · Massoteres · Menàrguens · Miralcamp · Mollerussa · La Molsosa · Montellà i Martinet · Montferrer i Castellbò · Montgai · Montoliu de Lleida · Montoliu de Segarra · Montornès de Segarra · Nalec · Naut Aran · Navès · Odèn · Oliana · Oliola · Olius · Les Oluges · Els Omellons · Els Omells de na Gaia · Organyà · Os de Balaguer · Ossó de Sió · El Palau d'Anglesola · Penelles · Peramola · Pinell de Solsonès · Pinós · Els Plans de Sió · El Poal · La Pobla de Cérvoles · La Pobla de Segur · El Pont de Bar · El Pont de Suert · Ponts · La Portella · Prats i Sansor · Preixana · Preixens · Prullans · Puiggròs · Puigverd d'Agramunt · Puigverd de Lleida · Rialp · Ribera d'Ondara · Ribera d'Urgellet · Riner · Riu de Cerdanya · Rosselló · Salàs de Pallars · Sanaüja · Sant Esteve de la Sarga · Sant Guim de Freixenet · Sant Guim de la Plana · Sant Llorenç de Morunys · Sant Martí de Riucorb · Sant Ramon · Sarroca de Bellera · Sarroca de Lleida · Senterada · La Sentiu de Sió · Seròs · La Seu d'Urgell · Sidamon · El Soleràs · Solsona · Soriguera · Sort · Soses · Sudanell · Sunyer · Talarn · Talavera · Tàrrega · Tarrés · Tarroja de Segarra · Térmens · Tírvia · Tiurana · Torà · Els Torms · Tornabous · La Torre de Cabdella · Torrebesses · Torrefarrera · Torrefeta i Florejacs · Torregrossa · Torrelameu · Torres de Segre · Torre-serona · Tremp · La Vall de Boí · Vall de Cardós · Vallbona de les Monges · Vallfogona de Balaguer · Les Valls d'Aguilar · Les Valls de Valira · La Vansa i Fórnols · Verdú · Vielha e Mijaran · Vilagrassa · Vilaller · Vilamòs · Vilanova de Bellpuig · Vilanova de l'Aguda · Vilanova de la Barca · Vilanova de Meià · Vilanova de Segrià · Vila-sana · El Vilosell · Vinaixa